# Dziennik Domowy
Dziennik Domowy – tygodnik (potem dwutygodnik) dla kobiet, ukazujący się w Poznaniu w latach 1840–1847, w nakładzie 800 egzemplarzy.
Czasopismo poświęcone było życiu domowemu, towarzyskiemu, modzie oraz kuchni i adresowane było przede wszystkim do kobiet sympatyzujących ze środowiskiem organiczników i obozem demokratycznym. Pismo zawierało rubrykę beletrystyczną i publicystyczną. Ilustrowane było barwnymi rycinami, głównie dotyczącymi mody, zwłaszcza paryskiej. Było to pierwsze w Poznaniu czasopismo, które podjęło walkę o emancypację kobiet. Główni współpracownicy tytułu to: Karol Libelt, Jędrzej Moraczewski, Paulina Wilkońska, Klementyna Hoffmanowa oraz Edward Dembowski, Józef Ignacy Kraszewski i Seweryn Goszczyński.

## Przypisy

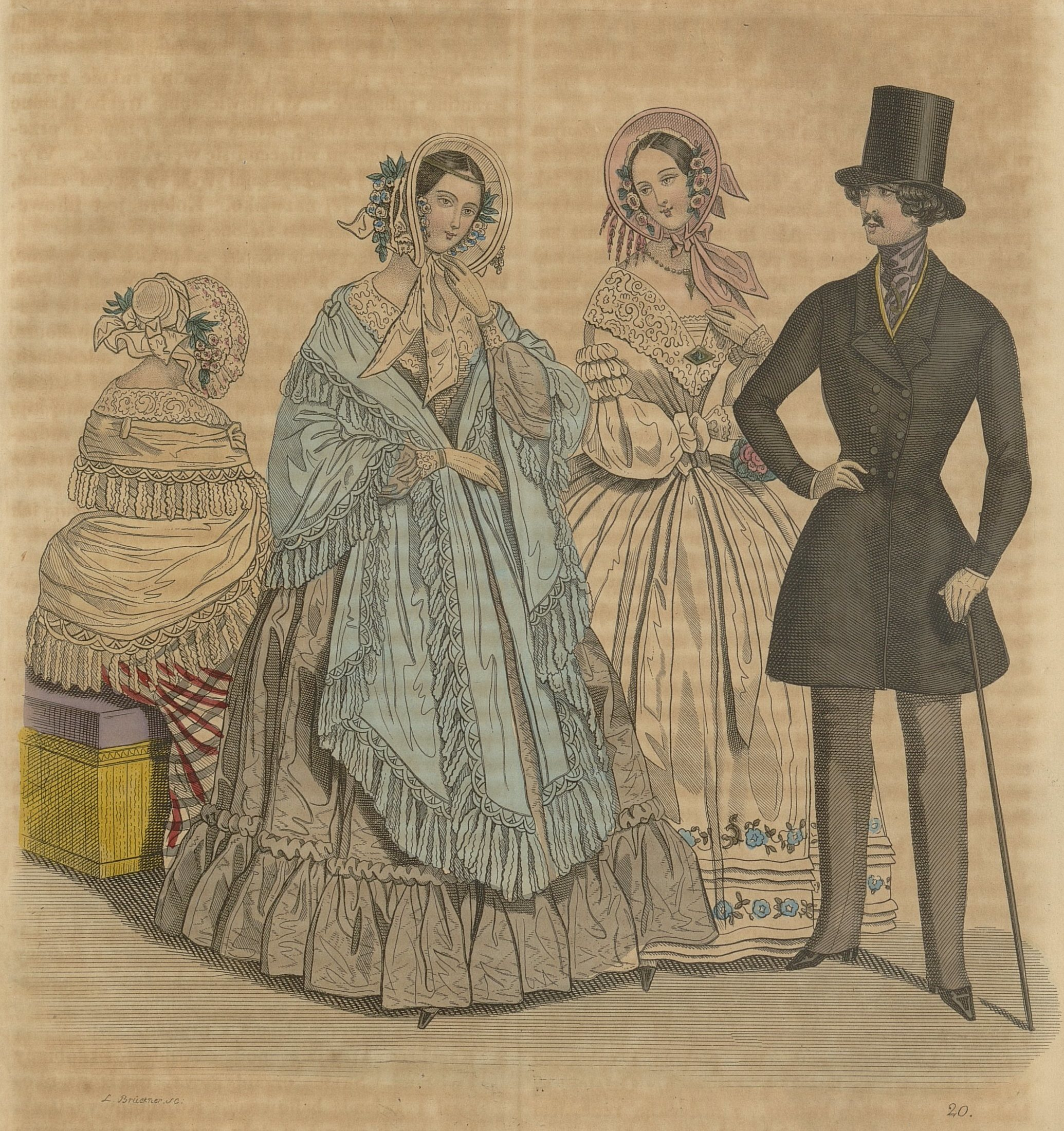
Ilustracja z wkładki modowej „Dziennika Domowego” (Nr 20, 1840 r.)